# Iglesia de San Alberto (Sevilla)

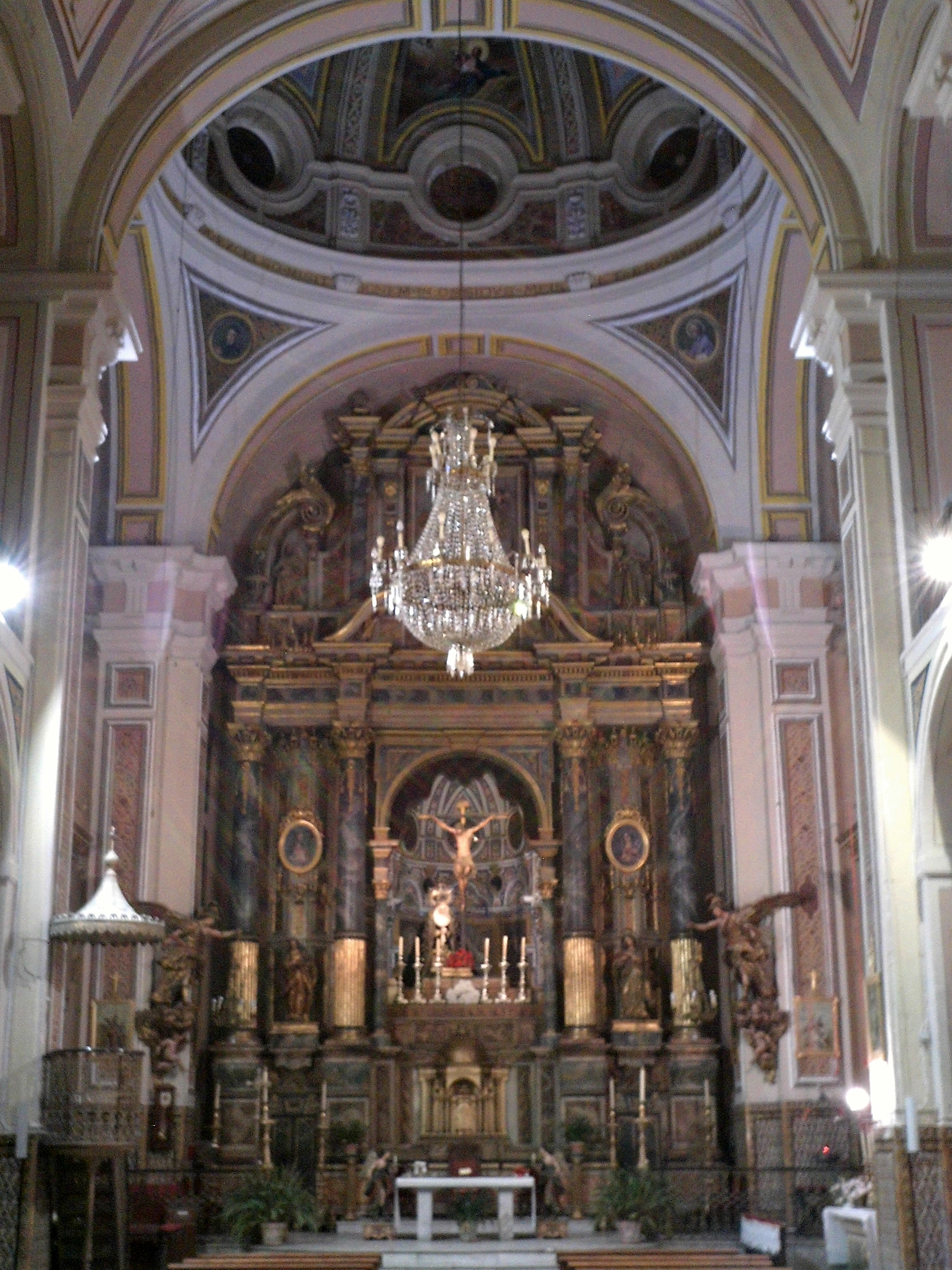
Interior

La Iglesia del San Alberto de Sevilla (Andalucía, España) fue el templo del Convento de San Alberto de Sicilia, de la Orden del Carmen Calzado. Este convento contaba con un colegio. Fue fundado en el siglo XVII. Fue desamortizado en 1835. Desde 1877 pertenece a la Congregación del Oratorio de San Felipe Neri.

## Historia

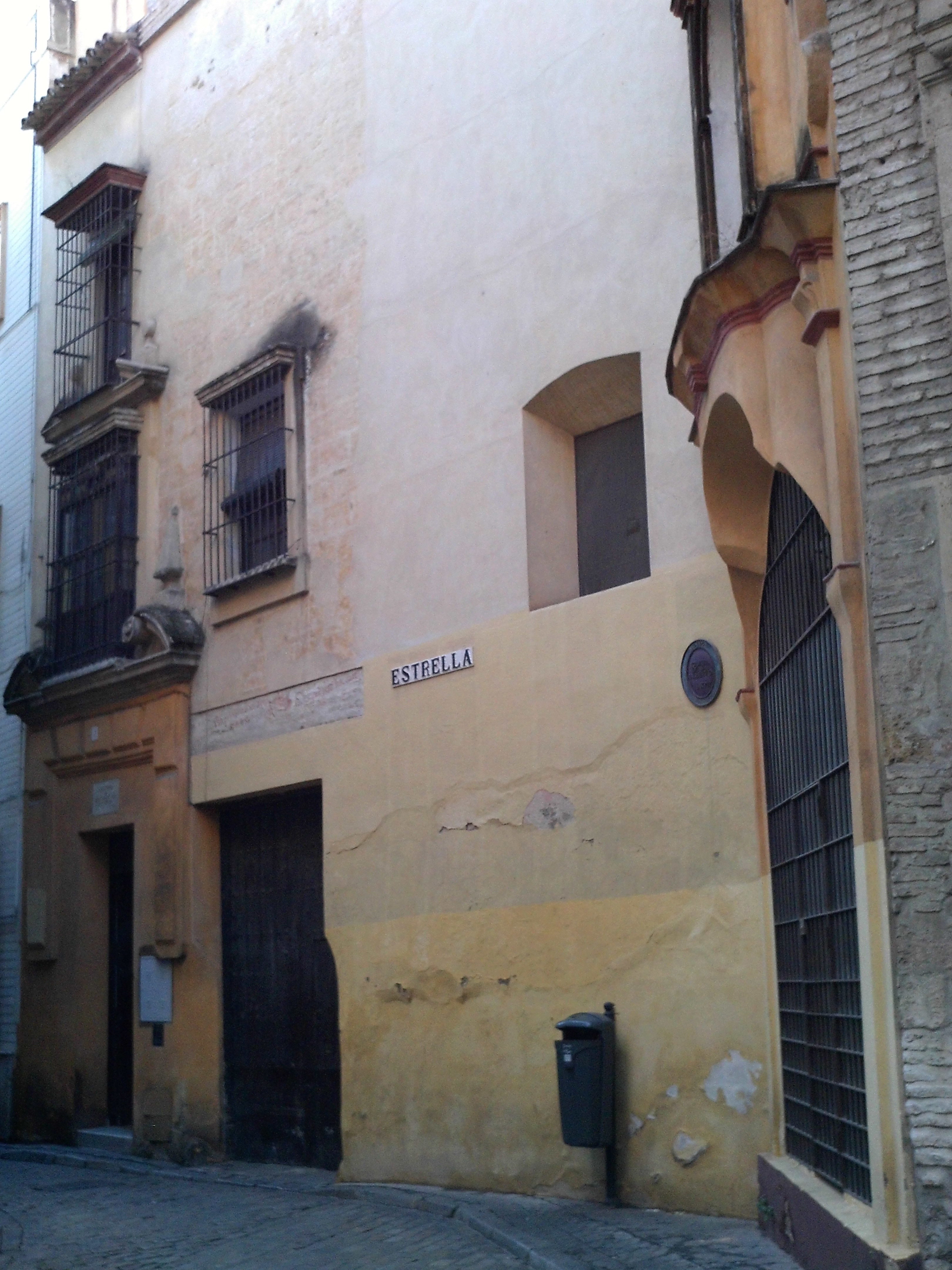
Convento de San Alberto

Benito Enríquez, fraile de la Casa Grande del Carmen de Sevilla, era el confesor de Bernardina de Salazar, viuda de Luis Álvarez de Soria. Bernardina donó a la Orden del Carmen fondos para la fundación de un colegio. El arzobispo Fernando Niño de Guevara concedió licencia en 1602 al prior de la Casa Grande, Fernando Suárez, para la creación del mismo.
Benito Enríquez compró unas casas en la collación de San Isidoro por 13.000 ducados, de los cuales 8.000 fueron aportados por Bernardina de Salazar y los 5000 restantes por la orden. Bernardina tendría un lugar de enterramiento familiar en la capilla mayor de la iglesia.
El colegio conventual tuvo el título de San Alberto de Sicilia. En él se impartían Teología y Filosofía. En 1603 se construyó una iglesia provisional. La iglesia conventual actual es de 1626. El heredero de Bernardina, Antonio Laredo, no ejerció de patrono de la institución, por lo que la capilla mayor no pudo finalizarse y por una sentencia de 1632 pasó a ser de la orden, que buscó un nuevo patronazgo para su construcción. En 1649 la capilla mayor aún no estaba finalizada.
El prior de la Casa Grande del Carmen, Fernando Suárez, fue rector del colegio. En el siglo XVII, Francisco de Ojeda, maestro de novicios de la Casa Grande y provincial de la orden, legó su gran biblioteca a este centro.
El convento tenía 24 miembros en 1606 y 44 en 1664. El número de alumnos del colegio se mantuvo en unos cuarenta hasta que disminuyó en el último tercio del siglo XVIII. Esto produjo que en 1771 el general de la orden, José Alberto Ximénez, propusiera el cierre del mismo, que finalmente no se realizó.
En 1411 fue fundada en la Iglesia de San Pedro la Hermandad de Nuestra Señora de la Encarnación por los "porteros de emplazar". Esta cofradía desapareció y, posteriormente, fue refundada por porteros del cabildo de la ciudad y otros oficiales y escribanos. Residió en la Iglesia de San Alberto. Esta hermandad desapareció en fecha desconocida.
En 1735 se creó un grupo de niños que rezaban el santo rosario y que veneraban a una Virgen del Carmen que se encontraba en una capilla junto a la puerta de acceso de la iglesia. Posteriormente se les unieron algunos adultos. En 1736 el arzobispo Luis de Salcedo aprobó las reglas de esta congregación y el provincial carmelita Diego Tomás de los Ríos les asignó una capilla.
En 1810, con la invasión francesa de Sevilla, el convento fue exclaustrado, expoliado y usado como cuartel. Tras la expulsión de los franceses, los carmelitas regresaron y realizaron obras de reparación. La iglesia volvió a abrirse al culto en 1815. Finalmente, el convento fue desamortizado en 1835. Posteriormente, se instaló en él la Academia Sevillana de Buenas Letras. En 1840 fue sacado a subasta pública y adquirido por Matías Ramos Calonje, fabricante de tisúes y cordonería de oro y plata. Durante unos años fue un colegio de enseñanza secundaria.
En el siglo XV se fundó en la Casa Grande de San Francisco la Hermandad de la Vera Cruz. Tras el derribo de aquel convento en 1840, la hermandad se trasladó a la Iglesia de San Alberto, donde decayó. En 1853 se trasladó a la iglesia del desamortizado Convento de Santa María de la Pasión de Nuestro Señor Jesucristo, en la calle Sierpes. Aquella iglesia fue incautada y clausurado por el régimen surgido tras la Revolución de 1868 y la hermandad se trasladó de nuevo a la Iglesia de San Alberto. En 1942 se trasladó a la Capilla del Dulce Nombre de Jesús.

## Comunidad filipense

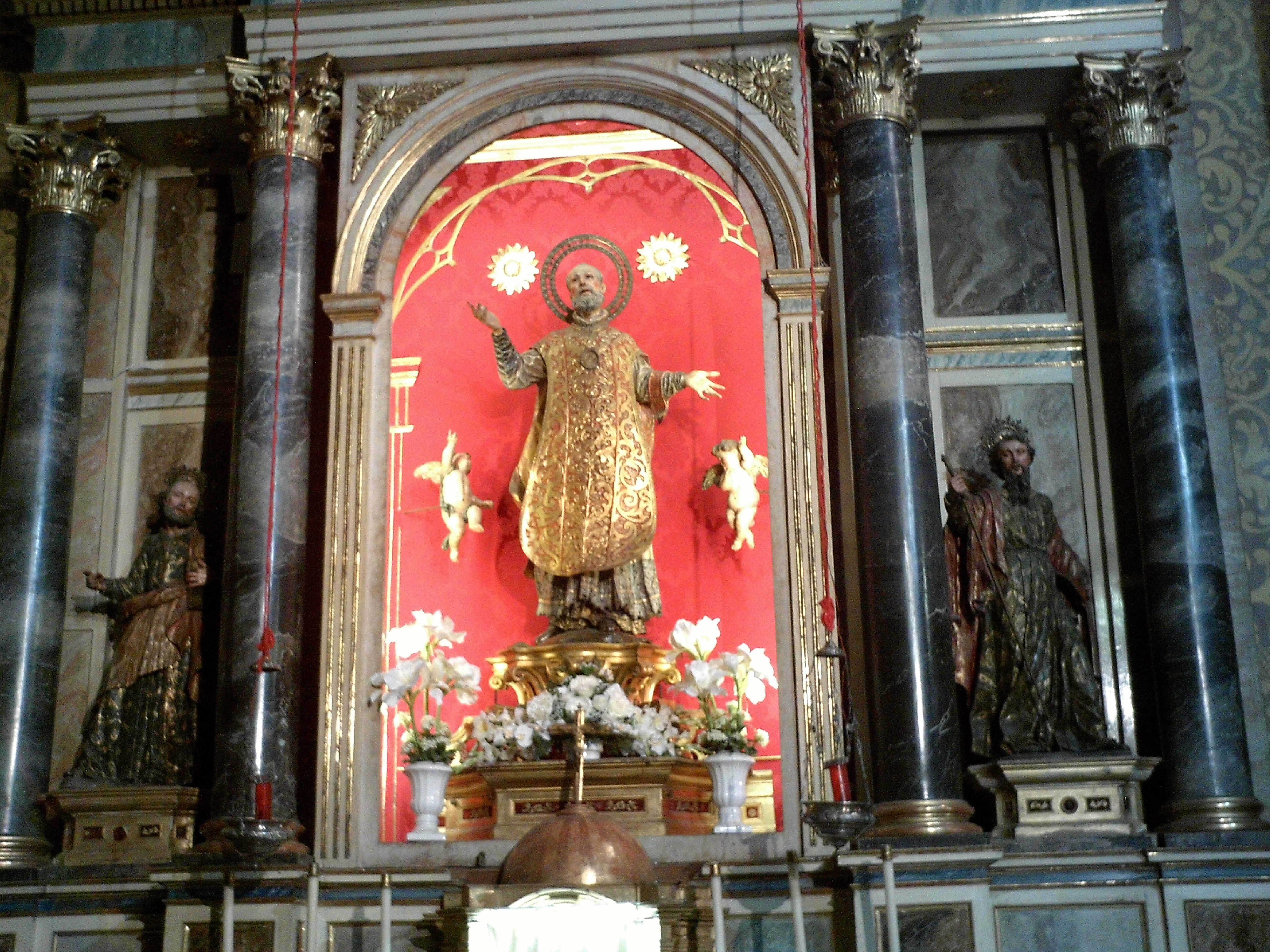
San Felipe Neri, flanqueado por San Pedro y San Pablo. Iglesia de San Alberto.

A finales del siglo XVII se constituyó en Sevilla una comunidad del Oratorio de San Felipe Neri. Esta fue exclaustrada de su sede por el régimen surgido por la Revolución de 1868.
En 1877 la comunidad se constituyó de nuevo, en unas casas de la calle Toqueros (actual calle Conde de Ibarra). El arzobispo Lluch y Garriga les cedió la iglesia del antiguo Convento de San Alberto en 1877. En 1879 trasladaron sus residencias de la calle Toqueros a la calle Fabiola.
El arzobispo Sanz y Forés, con autorización del papa León XIII, les dio la propiedad de esta iglesia en 1863. En 1916 compraron una casa junto a la iglesia de San Isidoro, que se comunicaba con ese templo. En 1944 compraron el Convento de San Alberto al cual, tras unas obras de restauración, se trasladaron en 1982.
En la actualidad, los filipenses de Sevilla están en las iglesias de San Alberto, de San Felipe Neri y de San José y Santa María.

## Coral San Felipe Neri
La tradición musical de la congregación empezó cuando Giovanni Animuccia, maestro de capilla de la iglesia de San Pedro de Roma, escribió por, petición de su amigo san Felipe Neri, la Laudi spirituali para ser interpretada en el oratorio de esa ciudad en 1563.
En 1976 se fundó en el oratorio de Sevilla la Agrupación Coral San Felipe Neri. El director y fundador de la misma fue Fernando España Muñoz. Estaba conformada por cincuenta miembros, en los cuales había sopranos, contraltos, tenores y bajos.
Entre 1961 y 1976 el Coro Universitario estuvo dirigido por Luis Izquierdo. Tras la dimisión de Luis Izquierdo en 1976, el Coro Universitario pasó a estar dirigido por Fernando España. En 1979 los cincuenta miembros del Coro Universitario pasaron a integrarse en la Coral San Felipe Neri, constituyéndose el Coro Universitario San Felipe Neri, con la aprobación del rector Francisco González García.
En 1976 se fundó el Coro de Cámara del Ateneo de Sevilla, que estuvo dirigido por José Manuel Delgado. En 1984 este coro ya había desaparecido. En 1984 Fernando España dimitió de la dirección del Coro Universitario San Felipe Neri. Siendo presidente del ateneo Jesús García Díaz, Fernando España fundó la Coral de Ateneo con treinta y nueve de los miembros que habían estado con él desde sus tiempos como director del Coro Universitario. En 1985 abandonó el cargo de director, y el coro pasó a estar dirigido por Antonio Martínez Oliva.
En 1989 un grupo de coralistas y de antiguos integrantes, dirigidos por Fernando España, volvieron a los orígenes y crearon la Coral San Felipe Neri en el oratorio.

## Descripción
Se trata de una iglesia de una sola nave con cinco tramos. Todos los retablos del templo son posteriores a la expulsión de los franceses de la ciudad en 1812. En el retablo mayor, de autor anónimo de entre 1812 y 1815, está Cristo Crucificado, realizado por Ángel Iglesias en 1791, junto a la Virgen María, de autor anónimo del siglo XVIII.
A ambos lados del presbiterio hay dos esculturas de ángeles con lámparas atribuidos a Cayetano de Acosta de mediados del siglo XVIII.
En el retablo de San Antonio de Padua se encuentra los cuadros de la Coronación de la Virgen, San Mateo, San Marcos, San Lucas y San Juan. Fueron realizados por Juan del Castillo entre 1631 y 133.

## Patrimonio procedente del convento

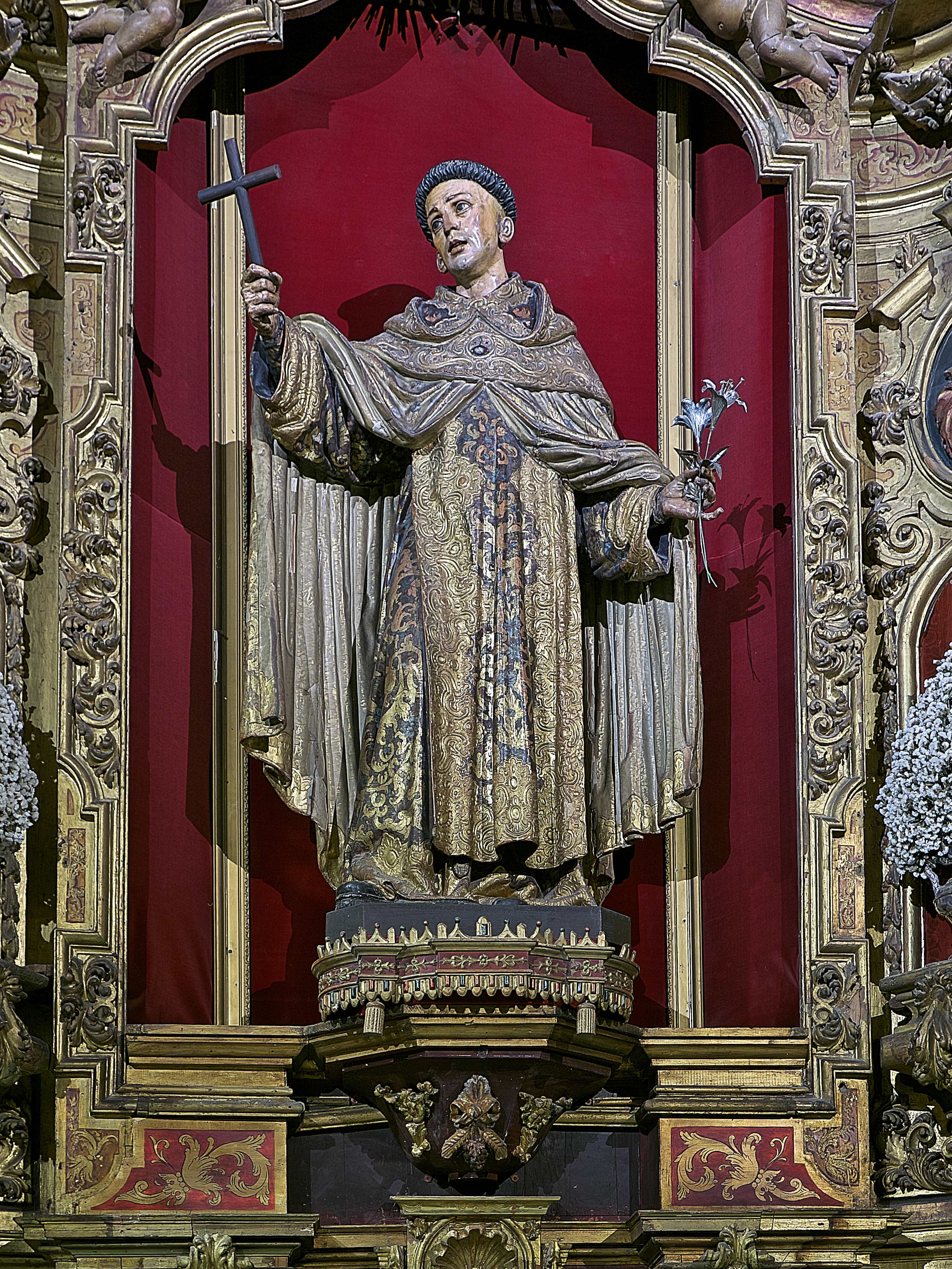
Iglesia del Buen Suceso (Sevilla), talla de Alonso Cano (1629)

En el sagrario de la Basílica del Cristo de la Expiración se encuentra un retablo del último cuarto del siglo XVIII procedente de la iglesia de San Alberto. Fue a parar a este templo tras la invasión de los franceses, a comienzos del siglo XIX. En el camarín central se encuentra la imagen gloriosa de la Virgen del Patrocinio. El camarín central está flanqueado por las estatuas de San Isidoro y San Leandro. En la parte superior de ambas estatuas hay relieves ovalados con los bustos de San Francisco y San Lorenzo.
Después del siglo XIX las siguientes estatuas del convento se encuentran en los siguientes lugares:
- San Alberto de Sicilia. Alonso Cano. Hacia 1628-1629. Iglesia de Nuestra Señora del Buen Suceso. Sevilla.[21]
- Santa Teresa de Jesús. Alonso Cano. Hacia 1628-1629. Iglesia de Nuestra Señora del Buen Suceso. Sevilla.[21]
- Santa Ana con la Virgen María. Juan Martínez Montañés. Entre 1632 y 1633. La Virgen María de este conjunto fue destruida en 1931 por grupos anticlericales. Fue sustituida por una copia de Rafael Barbero. Iglesia de Nuestra Señora del Buen Suceso. Sevilla.[25]

Después del siglo XIX los siguientes cuadros del convento terminaron en otros lugares:
- Presentación de la Virgen María en el templo. Francisco Herrera el Viejo. 1633. Real Academia de Bellas Artes de San Fernando. Madrid.[23]
- Cristo con la Cruz a cuestas. Alonso Cano. Hacia 1635. Museo de Arte de Worcester. Massachusetts. Estados Unidos.[26]
- Aparición de Cristo Crucificado a santa Teresa. Alonso Cano. Hacia 1628. Colección de la Fundación Fórum Filatélico. Madrid.[26]
- Santa María Magdalena de Pazzi. Alonso Cano. Hacia 1628. Colección particular. Londres. Reino Unido.[26]
- Pinturas del retablo realizado por Melchor del Pozo. Francisco de Zurbarán. Hacia 1630-1634.[27]
  - San Pedro Tomás. Museo de Bellas Artes. Boston. Massachusetts. Estados Unidos.
  - San Cirilo de Constantinopla. Museo de Bellas Artes. Boston. Massachusetts. Estados Unidos.
  - San Blas. Museo Nacional de Arte. Bucarest. Rumanía.
  - San Francisco de Asís. Museo de Arte. San Luis. Misuri. Estados Unidos.
- San Miguel. Francisco Pacheco. 1637. Paradero desconocido.[28]
- Cristo Crucificado. Francisco Pacheco. 1637. Colección particular. Sevilla.[28]
- San Vicente Ferrer. Francisco Pacheco. 1637. Colección particular. Madrid.[28]